# Protest in izgredi v Ljubljani 15. septembra 2021
V sredo, 15. septembra 2021, je bil v Ljubljani na Trgu republike prirejen sprva miren protest proti novim vladnim omejitvam PCT, s katerimi je vlada poskušala zamejiti epidemijo COVID-19. V množico mirnih protestnikov so se po pričetku shoda pomešale skupine nasilnežev, ki so približno dve uri po pričetku shoda proti stavbi državnega zbora in policistom pričeli metati različne predmete. Protest se je sprevrgel v izgrede, mirni protestniki so se sčasoma razšli, izgredniki pa so po središču Ljubljane nadaljevali z nasilništvom do okoli 22.00 ure. Med izgredi je bilo poškodovanih več policistov in protestnikov, nastala pa je tudi gmotna škoda. Policija ni razpolagala z informacijami, da se za med shodom pripravljajo izgredi, zaradi česar je bilo policijsko varovanje ob pričetku izgredov pomankljivo glede na varnostne razmere.

## Ozadje

### Pretekli izgredi v Ljubljani
Izgredi na protestu so bili četrti primer protestov v Ljubljani, ki so se sprevrgli v izgrede. Pretekli primeri so bili: izgredi na demonstracijah proti vladnemu zakonu o malem delu leta 2010, izgredi na protestu 30. novembra 2012 in izgredi na protestu 5. novembra 2020. V vseh primerih so bile za nasilne izgrede odgovorne skupine nasilnežev, ki so se po pričetku shodov pomešale med dotedaj mirne shode in zanetile izgrede.

### Pozivi k udeležbi
Po navedbah policijskih virov naj bi policija kot organizatorja shoda obravnavala Zorana Stevanovića, vodjo stranke Resni.ca. Organizator shoda je dogodek napovedal na družbenemu omrežju Facebook, kjer je s svojimi objavami dosegel več tisoč delitev.
Stevanović je na dan protesta pred protestom na Facebooku zapisal »Zgodi se, da oblast sama aktivira skupine izgrednikov, da bi očrnila upor.« in po protestih povedal, da je pred protestom razpolagal z informacijami: »[...] da prihajajo plačani aktivisti, ki bodo naredili problem, zato, da okrnijo tako veličasten protest,« in »prejeli smo klic, da prihaja skupina izgrednikov«. Kdo ga naj ga bi opozoril na načrtovane izgrede, ni želel razkriti.

## Potek
Na dan protesta so se popoldan na Trgu republike zbrali nasprotniki ukrepov za zajezitev epidemije COVID-19. Kasneje so se po navedbah policijskih virov med množico mirnih protestnikov pomešale razgrajaške skupine. Proti večeru se je protest sprevrgel v nasilne izgrede.

### Protest
Shod je potekal na dan, ko je v veljavo stopila razširitev pogoja PCT. Shod ni bil prijavljen. Po navedbah policista, odgovornega za varovanje protesta, je organizator pozival k mirnemu shodu in protest zapustil pred pričetkom nasilja.
Protest se je pričel okoli 18.00 ure, po eni od ocen se ga je udeležilo približno 8000 ljudi.
Po navedbah glavnega organizatorja protesta Zorana Stevanovića je program protesta trajal do 19.40 (in se je torej protest uradno zaključil pred začetkom izgredov). Proti 20.00 uri so se udeleženci protesta pričeli razhajati.

### Izgredi
V času, ko so se udeleženci protesta začeli razhajati, so se pričeli stopnjevati pozivi k napadom na policiste in poslopje stavbe parlamenta, slišati je bilo tudi navijaške vzklike. Množica se je ob začetku nemirov približala vhodu v državni zbor. Dve uri po pričetku shoda so izgredniki proti parlamentu pričeli metati prižgane pirotehnične bakle. Izgredniki so oblikovali skupine in policiste obmetavali s steklenicami in granitnimi kockami.
Po razpustitvi shoda na Trgu republike so skupine izgrednikov zbrale v središču Ljubljane in nadaljevale z izgredi. Policija je uspela ponovno vzpostaviti javni red in mir okoli 22.00 ure.

#### Ukrepi policije in uporabljena prisilna sredstva
Policija se je s pripravami na shod seznanila iz vsebin družbenih omrežij; ker je organizator pozival k mirnemu shodu, je policija temu prilagodila varnostno oceno in obseg varovanja. Po navedbah policijskih virov policija izgredov na protestu ni pričakovala in prav tako o možnosti izgredov ni prejela opozoril od SOVE. Stavba državnega zbora in Trg republike tako med protestom nista bila ograjena z varnostnimi ograjami, ki jih je policija sicer pogosto postavljala ob rednih mirnih protivladnih protestih. Varnostna ograja bi lahko zamejila grožnjo, ki jo je predstavljalo izgredniško metanje predmetov, in tako preprečila stopnjevanje izgredov in policijskih odzivov. Pred rednim protivladnem protestu dva dni po izgredih je bila ob stavbi državnega zbora pripravljena varovalna ograja in večje število policistov.
Policijska prisotnost je bila zaradi nizke ocene tveganja med shodom in ob pričetku nemirov skromna. Specialna enota pred pričetkom izgredov ni bila vpoklicana. Ko so izgredniki pričeli metati predmete in poškodovali nekatere policiste, je policija ocenila, da je zborovanje potrebno razpustiti in udeležence po potrebi razgnati, po potrebi z uporabo prisilnih sredstev. Policija je nato vpoklicala okrepitve.
Policisti so zoper izgrednike uporabili solzivec, penaste naboje in vodni top.

#### Povzročitelji izgredov
Med množico mirnih protestnikov so se po pričetku protesta pomešale razne razgrajaške skupine: lokalne tolpe, borilni klubi in huligani nogometnih navijaških skupin. Prisoten naj bi bil eden od vodji navijaške skupine Green Dragons. Iz enega od posnetkov dogodka je moč razbrati, da je skupina na shodu vpila geslo »Malo vas je, malo vas je, pičkice«, kar velja za parolo navijaških skupin. Na enem od posnetkov iz protesta iz množice moč slišati vzklikanje, ki zveni kot nacistični pozdrav »Sieg Heil«.
Po ocenah policijskih virov naj bi bili tarča izgrednikov predvsem prisotni policisti in ne politika.
Obstajali naj bi indici, da je bilo delovanje izgrednikov organizirano in vodeno, a naj bi bilo to po besedah policijskih virov težko dokazati. Po navedbah iz policijske tiskovne konference glede izgredov policija priprav na izgrede ni zaznala niti v javnosti niti na socialnih omrežjih (kjer se je sicer organiziral shod), kar nakazuje na organizirano delovanje skupin izgrednikov.

#### Nadlegovanje novinarjev
Med protestom je oseba pljunila v objektiv kamere televizije Nova24TV, ki je posnetek incidenta in storilca kasneje objavila. Med videoreportažo medija N1 Slovenija s protesta se je posameznik postavil med kamero in novinarja Miho Orešnika in pred kamero izkazoval iztegnjen sredinec.

#### Policijska uporaba solzivca zoper fotoreporterja
Tone Stojko, dolgoletni fotograf, ki že več desetletji fotografira proteste, je dan po izgredih v objavi na Facebooku zapisal, da ga je kmalu po začetku policijskih ukrepov policist s kanistrom solzivca namerno poškropil neposredno v obraz, zaradi česar je moral poiskati zdravniško pomoč. Policista je obtožil namernega poškodovanja fotoreporterja. Stojko je trenutek, ko ga je v obraz zadel curek solzivca, uspel ujeti na fotografiji, ki jo je nato objavil.

## Posledice

### Poškodovani
V izgredih je bil poškodovan en udeleženec ter (lažje poškodovanih) 7 policistov. Po navedbah UKC Ljubljana so v UKC zaradi poškodb, nastalih tekom protesta, obravnavali 5 oseb (od tega 3 policiste); vse poškodovane so obravnavali na urgentni kirurgiji.

### Gmotna škoda
Po podatkih policije je bilo razbitih 10 oken stavbe državnega zbora in steklo vrat državnega zbora, 4 policijski avtomobili in vodni top.

### Policijska preiskava
Policija je pridržala vsega skupaj 9 oseb; 7 od teh zaradi suma kaznivih dejanj. Policija je obravnavala več deset prekrškov in kaznivih dejanj.
Po izgredih je notranji minister Aleš Hojs v oddaji Odmevi na RTV Slovenija povedal, da so bili izgredniki povezani in usklajeni pri napadih na policiste tudi po pričetku uporabe solzilca in vodnega topa, da je policija iz vrženih predmetov odvzela vzorce DNK za identifikacijo storilcev, in da bo preiskava po njegovem mnenju trajala precej časa.
Očitki zoper glavnega organizatorja
Policija je glavnemu organizatorju protestov Zoranu Stevanoviću očitala, da ni sodeloval s policijo pri obvladovanju shoda in da je pozival k uporu in nato odšel. Po besedah policijskega predstojnika je policija presojala, ali naj mu očita organizacijo neprijavljenega shoda ali kaznivo dejanje.

## Odzivi
Izgrede je v izjavi za javnost obsodil predsednik republike Borut Pahor. Policijski sindikat Slovenije je državljane pozval, naj se ne zatekajo k nasilju, in obenem sporočil, da želijo biti policisti na strani ljudi kljub stopnjevanju družbeno-političnih trenj v državi.
Izjave notranjega ministra Aleša Hojsa o izgredih
Notranji minister Aleš Hojs se je v času izgredov na Twitterju med drugim zapisal, da so na nasilne proteste vabile »izpostave« strank Levica in Socialni demokrati, da se bodo novinarji osrednjih medijev spet poskušali otresti odgovornosti za izgrede, in da z »[...] nasiljem in vandalizmom udeleženci pričujejo kako se levi fašizem izvaja v praksi. [...]«. Predstavniki strank SD in Levica so Hojsovo izjavo o povezavah z nasilnimi protesti označili za neresnično, poslanca SD pa sta napovedala tožbo zoper Hojsa, če se ta ne bo opravičil za očitke.
V oddaji Odmevi na RTV Slovenija je Hojs odgovornost za izgrede pripisal tudi rednim protivladnim protestom, ki jih je Hojs enačil s shodi fašistov in nacistov v prvi polovici 20. stoletja, redne protivladne proteste pa je tudi označil za nasilne in jih povezal z izgredi v Ljubljani 5. novembra 2020 (ki sicer z rednimi protivladnimi protesti niso bili povezani). V odzivu na Hojsove izjave so predstavniki rednih protivladnih protestov zanikali kakršnekoli povezave z nasiljem in izgredi ter povezave z ekstremističnimi gibanji pripisala vladi, katere del je Hojs.
Navedbe poslanca Gregorja Periča
Vodja poslanske skupine SMC Gregor Perič je po izgredih dejal, da so poslanci Levice in SD pred pričetkom izgredov predčasno zapustili sejo in namignil, da bi lahko bili omenjeni poslanci na skrivaj seznanjeni s pripravami izgredov. Koordinator Levice Luka Mesec je Peričeve izjave označil za absurdne in dejal, da bi se moral Perič zanje opravičiti. Poslanec Levice Boštjan Koražija je Peričevo izjavo označil za laž in navedel, da so bili poslanci Levice prisotni celotno sejo in da je sam v DZ ostal celo noč.